# 10684 Babkina
10684 Babkina (1980 RV2) là một tiểu hành tinh vành đai chính được phát hiện ngày 8 tháng 9 năm 1980 bởi L. V. Zhuravleva ở Đài vật lý thiên văn Crimean. Nó được đặt theo tên nghệ sĩ Nga Nadezhda Babkina.